# Dan republike (SFRJ)
Dan republike je bil državni praznik SFR Jugoslavije, ki se je proslavljal 29. in 30. novembra. S tem praznikom so obeležili dogodke na 2. zasedanju AVNOJ, s katerimi so postavili temelje za gradnjo Nove Jugoslavije.